# 慶覚寺 (金沢市)

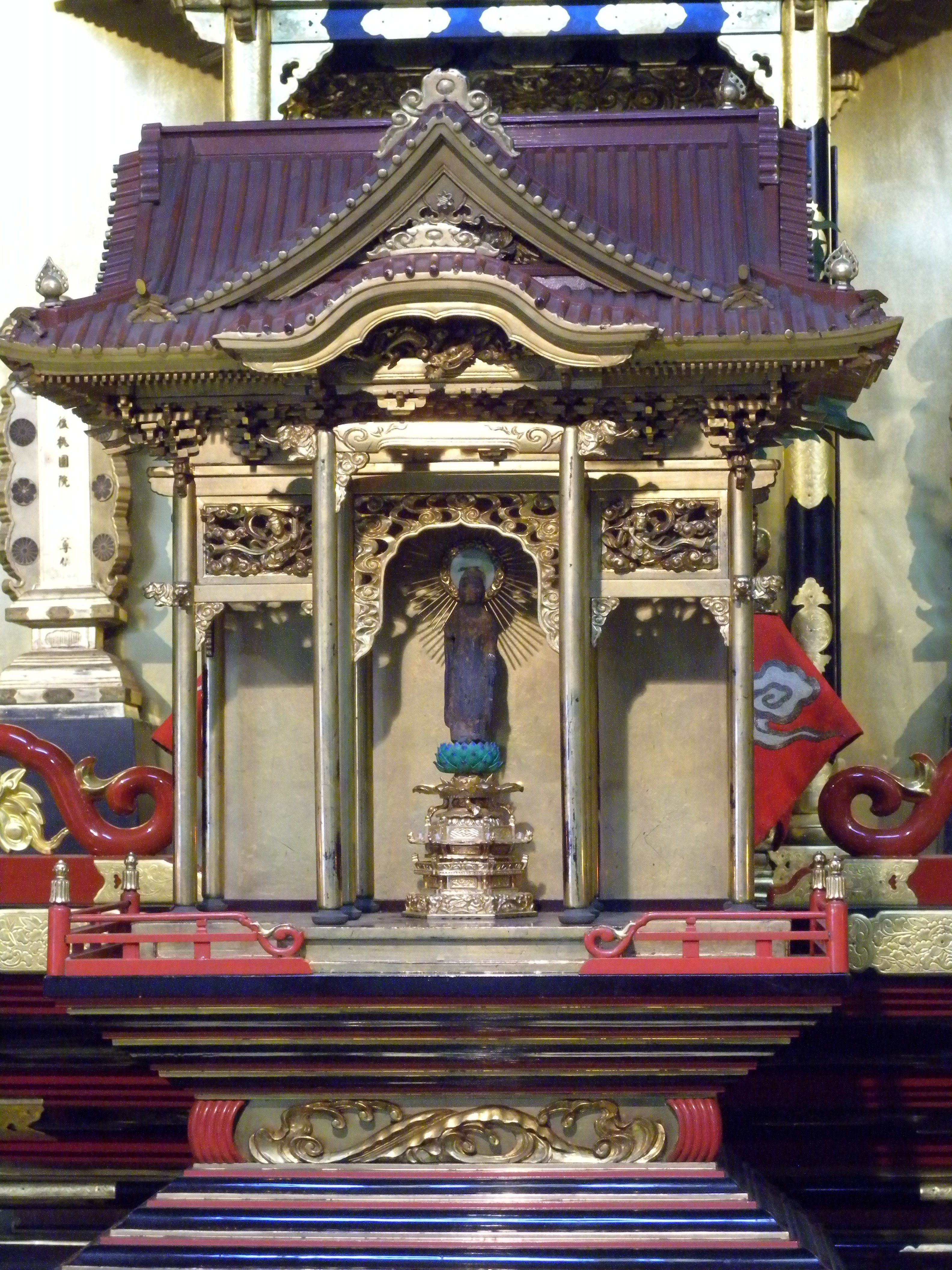
蓮如上人下賜の阿弥陀如来像

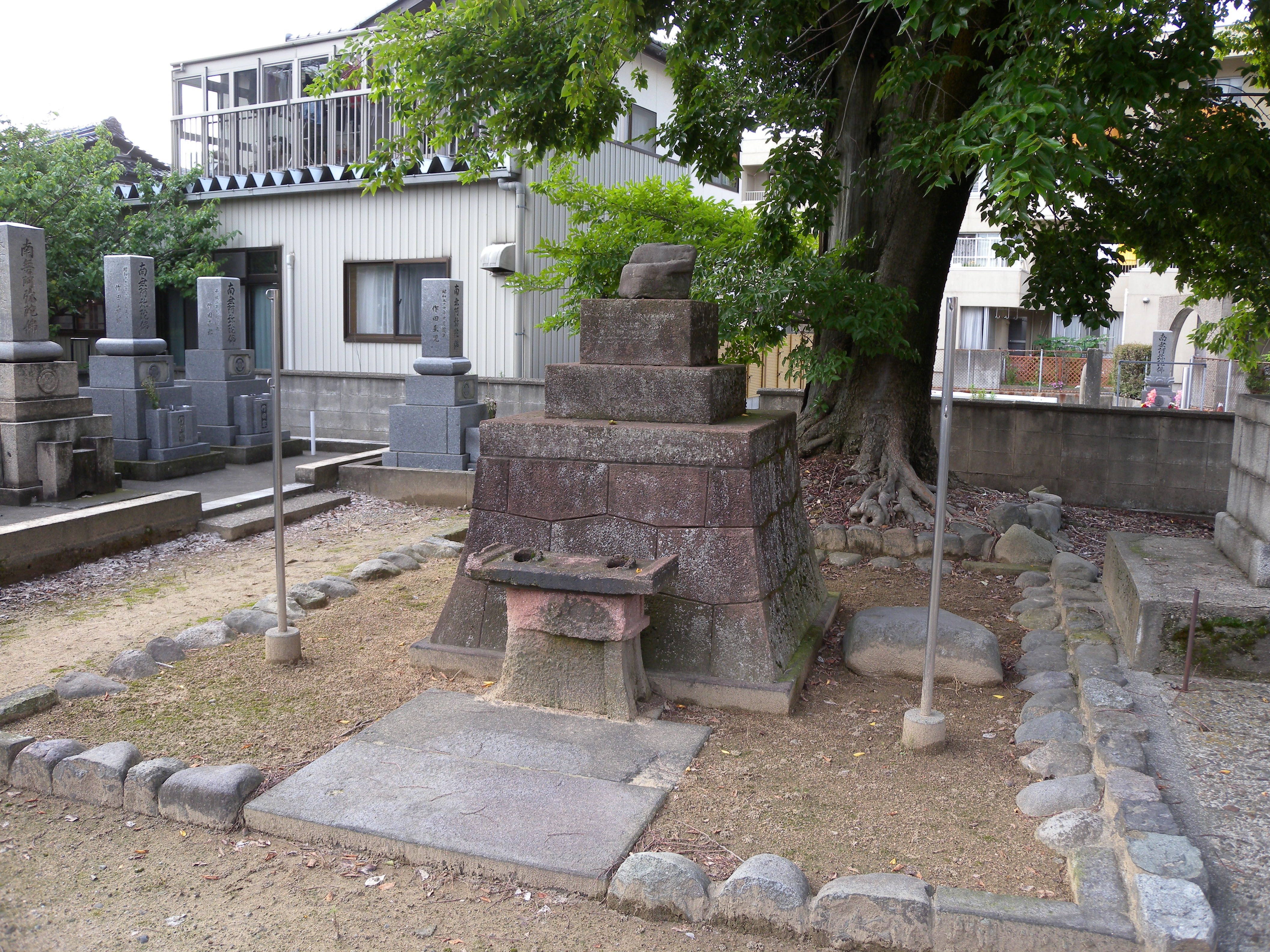
開山跡にある慶覚坊らの墓碑

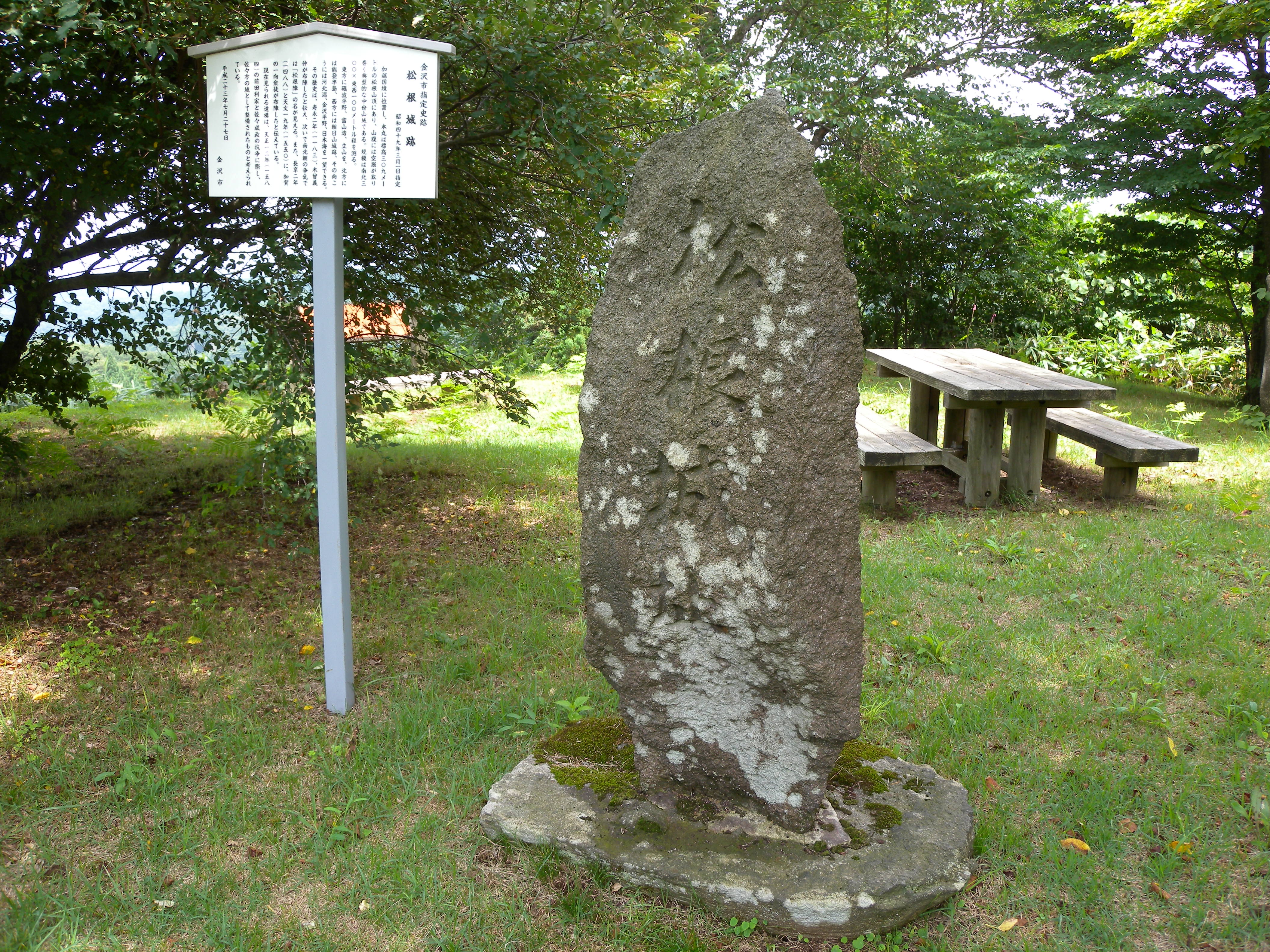
松根城址

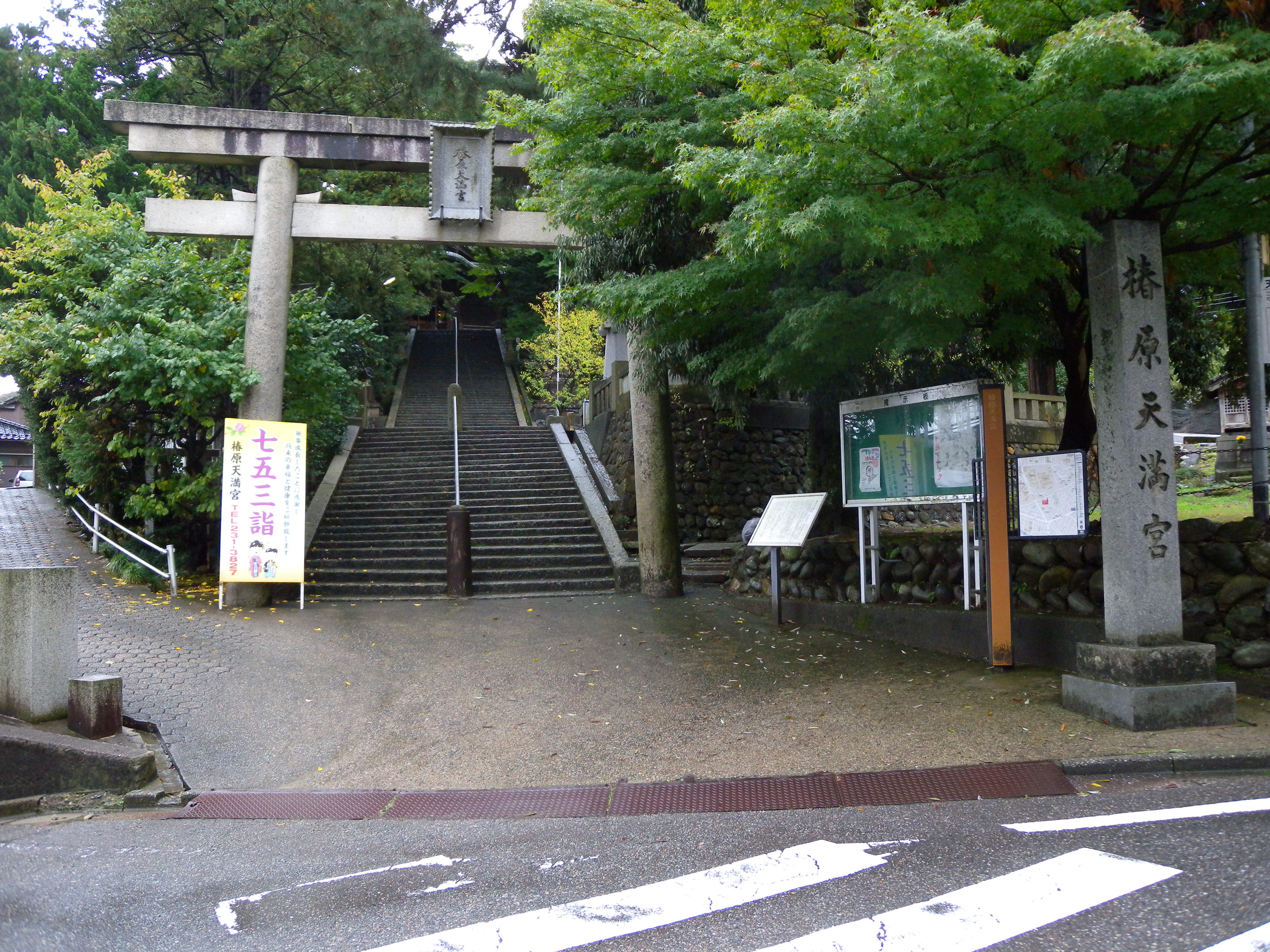
椿原天満宮(椿原山堡跡に建つ)

慶覚寺（きょうかくじ）は、石川県金沢市幸町にある真宗大谷派の寺院。山号を洲崎山と称する。本尊は蓮如から直に下賜された高さ4寸8分の阿弥陀如来像。開山開基は洲崎兵庫次男の洲崎慶覚為信。

## 歴史
開基の慶覚は、永享5年(1433年)6月25日、もと近江国馬渕郷の郷士洲崎兵庫次郎右衛門の次男として生まれた。
文明3年(1471年)に堅田で蓮如に帰依して慶覚の号を拝命する。国人武士として松根城や、尾山御坊の出城であった椿原山堡（現在の椿原天満宮）の城主をつとめたが、石川郡の泉村、米泉村、西泉村の三ケ村支配権を得た後、
文明8年(1476年)に米泉村（金沢市米泉町）に住み着いて道場を開いた。
一向一揆の指導的立場にあり、一向宗徒が冨樫政親を高尾城に攻め滅ぼした長享の一揆(1488年)では、総大将冨樫泰高の下で実質的なの指揮権を握った。
高尾城攻撃に際し、洲崎十郎左衛門、河合藤左衛門、石黒孫左衛門らとともに一万騎を率いて、上久安（金沢市久安町）に陣取った。
寛文元年（1661年）、三代慶順の代になって金沢市百姓町（現在の幸町）に移り慶覚寺の寺号を受けた。現職は十九世祐英(ゆうおう)[泉英太郎(いずみおうたろう)氏]である。

## 門徒
門徒は、現在の金沢市の八田、大場、西念、長田、二口、若宮、松村、玉鉾、入江、黒田、東力、増泉、西金沢、西泉、米泉、泉野、住吉、新保、坪野、大平沢、
および現在の野々市市の押野、野代、二日市など、中近世期の石川郡東南部と河北郡の一部に分布している。

## 年間行事一覧
行事は一般開放されており自由に参詣可能
- 修正会:1月1日（当面の間中止）
- 初御講:1月第3土曜日13:30～14:30
- 春季総永代経奏上：4月第1土曜日13:30～14:30
- 虫干し講:6月第4土曜日11：00～12:00、本尊他の宝物を一般開放供覧
- 盂蘭盆会:7月第2土曜日から4日間、僧侶読経8:00～19：30
- 秋季総永代経奏上：9月第3土曜日13:30～14:30
- 慶覚寺報恩講：10月16～17日10：00～13:00
- 除夜の鐘：当面の間中止

## 位置情報
- 慶覚寺     : 北緯36度33分15秒 東経136度39分34秒 / 北緯36.55417度 東経136.65944度
- 開山跡  : 北緯36度33分8秒 東経136度37分34秒 / 北緯36.55222度 東経136.62611度
- 松根城址 : 北緯36度36分59秒 東経136度47分0.0秒 / 北緯36.61639度 東経136.783333度
- 椿原天満宮 : 北緯36度33分30秒 東経136度40分32秒 / 北緯36.55833度 東経136.67556度
- 高尾城址 : 北緯36度30分52秒 東経136度38分12秒 / 北緯36.51444度 東経136.63667度